# Zbigniew Kudłacz
Zbigniew Kudłacz, né le 5 mai 1958, à Cracovie, en Pologne, est un ancien joueur de basket-ball polonais. Il évoluait aux postes d'ailier fort et de pivot. 

## Palmarès
- Champion de Pologne 1976